# 萨特尔山口佩尔肖
萨特尔山口佩尔肖是奥地利施蒂利亚州穆劳县的一个市镇。总面积19.39平方公里，总人口303人，人口密度15.6人/平方公里（2005年）。